# 追凶五十年
《追凶50年》是中国在2002年上映的电影，由杜名执导，李梦男等人出演，该作主要讲述的是一个人为了找出谋害女孩命的凶手用了五十年的故事。

## 剧情介绍
1949年，一个解放军战士受到上边的委托去接其女儿放学，可之后他却得知上级的女儿被杀，并且手里还有一个糖人。
为了找到凶手，他对此付出了很多的努力，最终在五十年后找到了已经生命垂危的凶手……

## 演员
- 李梦男
- 郑强
- 张立
- 张建新
- 齐琦
- 刘雨哲